# Рябов, Борис Иванович
Борис Иванович Рябов — 24 февраля (12 февраля) 1892 — 20 февраля 1973, американский архитектор, инженер и скульптор российского происхождения. По его проектам построены Вашингтонский Сенат, Книгохранилище Конгресса и церковь Казанской Божьей Матери в Си-Клиффе, включённую в Национальный реестр США.

## Биография
Родился 24 февраля (12 февраля) 1892 в Сарапуле, Вятская губерния (сейчас — Удмуртия). В 1911 году окончил Институт гражданских инженеров и поступил в армию, где получил чин капитана Инженерного корпуса. Воевал в Месопотамии с турками, командовал сапёрным полком, награждён крестом Святого Владимира с мечами. Годы Гражданской войны провёл в Сибири и Владивостоке, во время революции планировал добраться до столицы России через Америку, но в Сан-Франциско узнал, что Белая армия эвакуирована и остался в США.
Познакомился с деканом архитектурного факультета в Пенсильвании, Уорреном Лэйрдом, и решил получить в Америке архитектурное образование, при поддержке и стипендии Российского студенческого фонда. Закончил Пенсильванский университет с серебряной медалью, получив степень магистра, и начал работать в студии Поля Крэта.
С 1924 по 1927 участвовал в таких архитектурных проектах:
- Мост Бенджамина Франклина через реку Делавэр.
- Музей фонда Барнса.
- Музей Детройта.
- Мост Стейт-стрит, в Гаррисберге, штат Пенсильвания.
- Военный мемориал в Ричмонде, штат Виргиния[2].

Во время работы у Крэта посещал европейские страны с целью изучения архитектуры. В Американской академии (Рим) хранятся некоторые из акварелей Рябова, сделанные во время его поездки в Италию. Принимал участие в конкурсе архитекторов на проект Могилы Неизвестного солдата (Арлингтонское национальное кладбище), попал в пять лучших архитекторов, но победа досталась архитектору Лоримеру Ричу. В это же время проходят выставки его работ, рисунка и живописи, в Филадельфии, Институте Карнеги и Колумбийском Университете.
В 1932 году переезжает в Нью-Йорк, становится доцентом в школе архитектуры Нью-Йоркского университета и преподаёт до 1942 года. Лицензию на архитектурную деятельность получил в 1935 году. Работал также в частных архитектурных фирмах, Alfred Easton Poor, York & Sawyer. Преимущественно работал в классическом стиле, реже обращался к стилю модерн, в приватных заказах (дом Horace and Laura Klenk House, деревня Глен Хед, округ Нассо, Нью-Йорк и дом Victor de Tchetchet House, Грейт-Нек, Лонг-Айленд, штат Нью-Йорк.. В его проектах с мастерской Альфреда Истона Пура числится восточная пристройка к зданию Капитолия (Вашингтон), а также участие в создании мемориала Джеймса Мэдисона (Библиотека Конгресса).
В Си-Клиффе, где проживал Рябов, в 1942 году он построил небольшое здание церкви Казанской Божьей Матери. Церковь была возведена прямо в его личном саду, стены расписывал художник Вадим Чернов, а прихожане пожертвовали в дар храму иконы. В 2016 году здание церкви было включено в реестр штата Нью-Йорк и в Национальный реестр исторических мест.
В 1955 году Рябов получил почётное звание Американского института архитекторов.

## Семья
Супруга — Наталья Михайловна Рябова, в девичестве Сухомлинова (1899 года рождения).
Внук — Ричард Мишель Гашо, профессор университета им. Ламара, Бомон, штат Техас, историк архитектуры.